# Eduard Bechteler
Eduard Bechteler (* 6. Januar 1890 in München; † 31. August 1983 in Mindelheim) war ein deutscher Kunstmaler und Bildhauer.

Steinrelief Der Drechsler in Immenstadt

## Biographie

### Privater Werdegang
Eduard Bechteler wurde 1890 in München als Sohn von Theodor Bechteler geboren. Nach der Geburt zog der Vater in seine Heimatstadt Immenstadt zurück. Dort kamen noch Eduards Geschwister auf die Welt: seine Brüder Andreas (* 1900) und Theo (* 1903) sowie seine Schwester Elsa Anna (* 1910). Sein jüngerer Bruder Theo Bechteler (* 8. Februar 1903 in Immenstadt; † 22. Juni 1993 in Augsburg) schlug auch wie er eine künstlerische Laufbahn ein. 
Bechteler erlernte das Drechseln bei seinem Vater, malte jedoch in seiner Freizeit eifrig. Seine ersten Bilder stellte er ab 1912 und den folgenden Jahren in elterlichen Betrieb aus. 1916 wurde er Rekrut in Lindau.
Während eines Aufenthaltes in Paris lernte er die Bildhauerin Ruth Zachrisson kennen, heiratet sie und zog mit ihr 1933 nach Schweden. Dort baute er sich am Fluss Ångermanälven und Stromschnelle Nämforsen in Ådalsliden mit der Villa Edelweiß nach eigenem Entwurf ein Atelierhaus, das er 1936 zu einer permanenten Kunsthalle ausbaute, die gut besucht wurde. 1943 wurde er schließlich schwedischer Staatsbürger. Nach dem Tod seiner Frau im Jahr 1949 war er 1953–1957 mit Eva Hildegard Hornemann verheiratet und kehrte dann 1975, nachdem er auf Capri seine dritte Frau, Marianne Geiger aus Türkheim, kennengelernt hatte, nach Deutschland zurück. Dort starb er mit 93 Jahren 1983 in Mindelheim.

### Künstlerische Werdegang
1920 wurde Bechteler in die Kunstakademie München aufgenommen. Er wurde Schüler von Peter von Halm, Max Doerner, Angelo Jank und Wilhelm von Zügel. Ab 1923 malte er Allgäuer Landschaften, Motive aus Holland und von der Ostsee. Ferner schuf er Gedenktafeln und Gedenksteine für die Stadt Immenstadt und Brunnen für Sonthofen. Seine besten Bilder malte er jedoch in Schweden – Landschaften, Menschen und Tiere. Nebenbei schuf er auch Tierskulpturen.

## Ausstellungen
- Eduard Bechteler war 2005 Historischer Gast bei der Kunstausstellung Die Südliche
- Ausstellung im Schloß in Immenstadt (1991)
- Gedächtnisausstellung in Schloß Türkheim (1984)

Mehrere frühe Bilder von Bechteler sind in Immenstadt zu sehen, weitere Arbeiten befinden sich im Museum in Buchloe und in Mindelheim.